# یامینکو
یامینکو (به لاتین: Jamienko) یک روستا در لهستان است که در گمینا توچنو واقع شده‌است. یامینکو ۱۵۰ نفر جمعیت دارد.